# Wiesbadener Straße
De Wiesbadener Straße is een ongeveer 2 kilometer lange straat in Berlijn die in oost-westrichting de verbinding vormt tussen de stadsdelen Friedenau (district Tempelhof-Schöneberg) en Wilmersdorf (district Charlottenburg-Wilmersdorf) met Schmargendorf. Ze loopt van de Friedrich-Wilhelm-Platz tot de Mecklenburgischen Straße / Breite Straße. De straat is genoemd naar de stad Wiesbaden. Oorspronkelijk was het een oude landweg naar Schmargendorf en heette tussen 1873 en 1890 Schmargendorfer Straße, van 1890 tot 1902 heette ze Kasseler Straße. Rond 1902 werd het deel van de weg in Friedenau genoemd naar de hoofdstad van Hessen en in 1909 kregen ook de delen in Wilmersdorf de naam Wiesbadener Straße. Het is een populaire verbindingsweg voor fietsers van de binnenstad naar het nabijgelegen Grunewald.
De buslijn 186 loopt volledig de straat af. Aan de Bundesallee ligt het metrostation Friedrich-Wilhelm-Platz.